# MAST Castel Goffredo
Il museo MAST Castel Goffredo - museo della Città si trova a Castel Goffredo, in provincia di Mantova.
Dal 16 ottobre del 2018 è stato riconosciuto museo dalla Regione Lombardia.

## Sede e storia

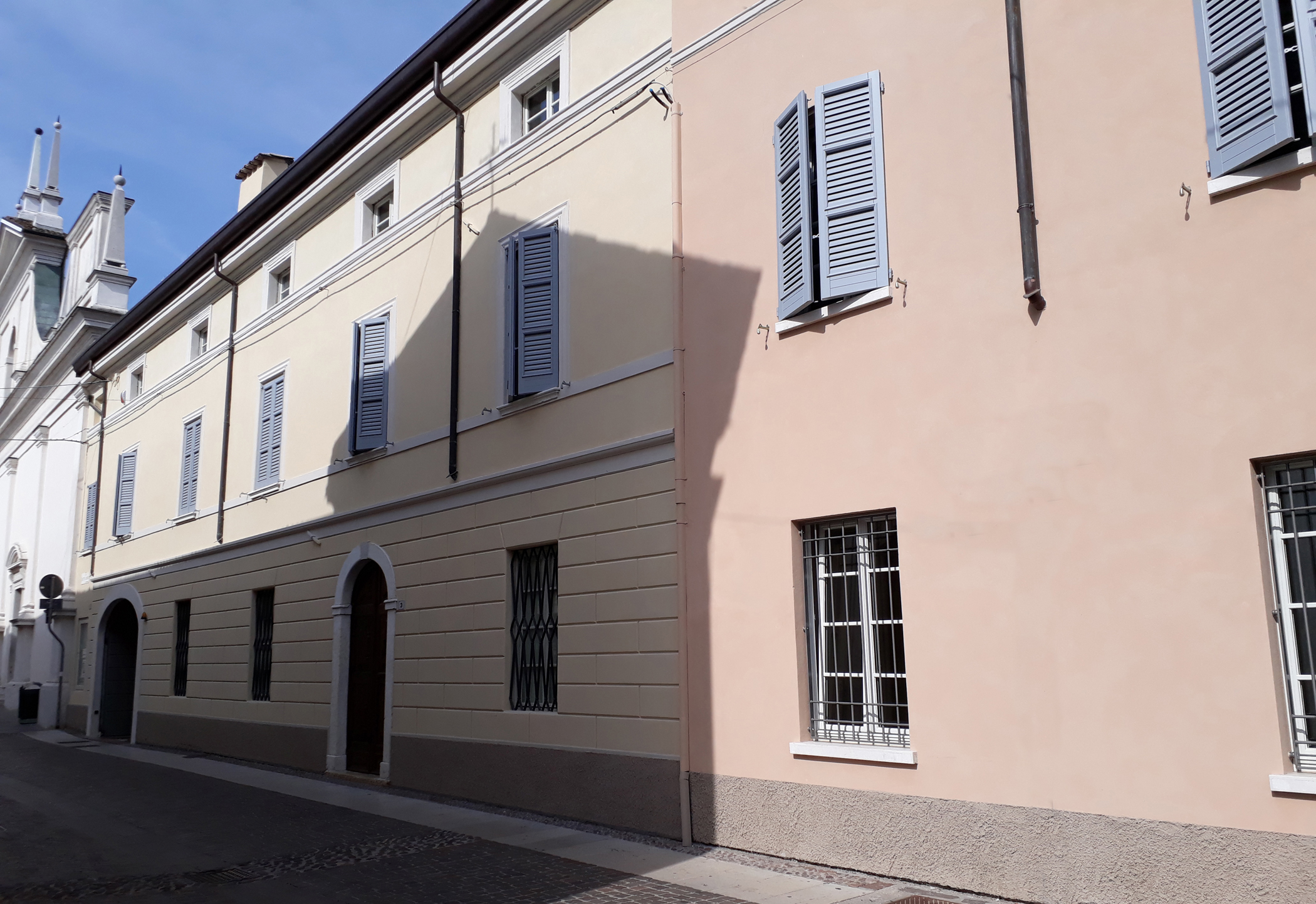
Castel Goffredo, Palazzo della Prevostura e Palazzo Negri

È ospitato all'interno degli storici Palazzo della Prevostura e Palazzo Negri, del XV secolo, di proprietà della parrocchia di Sant'Erasmo vescovo e martire, e si trova in via Botturi 3 a Castel Goffredo. Il museo ha carattere storico-artistico, ed è stato inaugurato il 14 ottobre del 2017. Ha lo scopo di raccontare ai visitatori la storia della città di Castel Goffredo dalla preistoria alla contemporaneità, attraverso un percorso espositivo che comprende opere di committenza religiosa e laica quali dipinti, sculture, epigrafi, stemmi lapidei, arredi e documenti, ma anche codici miniati, libri e oggetti liturgici (stendardi, ostensori, calici, paramenti ed altro ancora), appartenenti alla parrocchia prepositurale di Sant'Erasmo.
Ad oggi (2019) sono allestite le sezioni dall'età longobarda alla fine del Cinquecento. 

### Aree e servizi

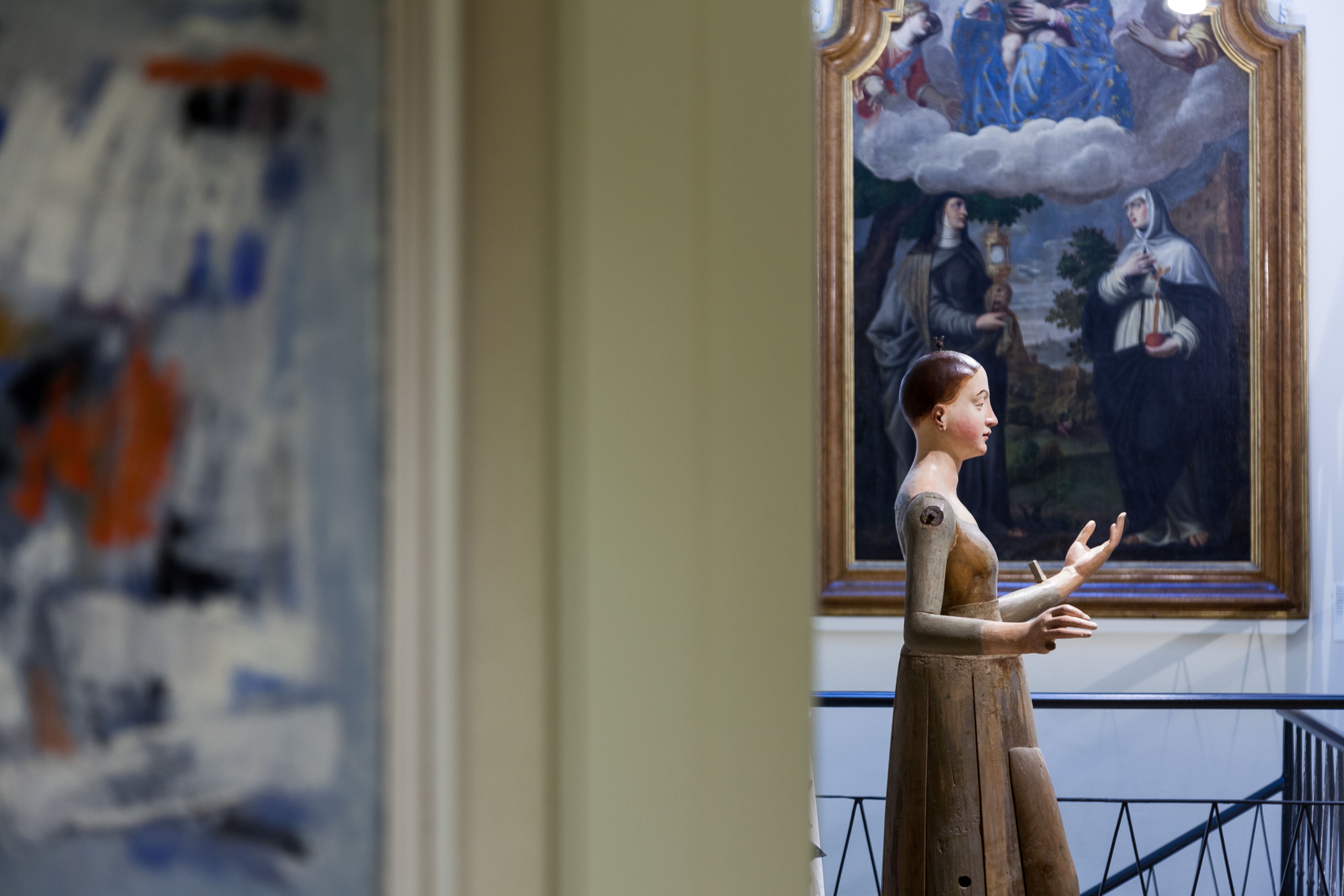
Ingresso del museo. Sullo sfondo la pala S. Chiara e S. Caterina, attribuita al pittore bresciano Pietro Marone, seconda metà del XVI secolo.

- Spazio espositivo. Comprende opere provenienti dal patrimonio della parrocchia di Sant'Erasmo, dal Comune di Castel Goffredo, da donatori/prestatori e, tramite accordi di deposito, da alcuni musei del territorio. Racconta la storia, la cultura e l'arte del distretto, dalla preistoria a tutto il Novecento.
- Spazio espositivo per mostre temporanee.
- Bookshop. Negozio del museo, dove sono in vendita pubblicazioni inerenti alle opere e alle attività del museo, prodotti artigianali realizzati nel territorio (ceramiche, gioielli, oggetti in carta, gadget) e prodotti enogastronomici delle Terre dell'Alto Mantovano (tortello amaro, birra artigianale, prodotti da forno ed elisir a base di erba amara). L'accesso al Bookshop è libero rispetto allo spazio museale.
- Archivio Storico Parrocchiale. Ospita molti e importanti documenti, i più antichi dei quali risalgono al primo Quattrocento.
- Antica Libreria del Clero di Castel Goffredo. Biblioteca di proprietà della Parrocchia di Sant'Erasmo costituita da oltre mille volumi, dal Quattrocento all'Ottocento, che spaziano dalla filosofia al diritto, dalla storia alla teologia.
- Biblioteca di Storia dell'Arte e di Storia Locale. Composta da oltre 2000 volumi, è caratterizzata da una sezione specializzata nella scultura lignea antica.[5]
- Auditorium "Sala del Camino". Spazio dedicato ai corsi, conferenze, convegni.
- Aula didattica. Laboratorio attrezzato per attività dedicate a bambini, ragazzi e adulti.

## Percorso espositivo
Il percorso museale, suddiviso cronologicamente in 'grandi temi' dalla caratterizzazione storiografica, si apre con una pala centinata della seconda metà del XVI secolo collocata sulla scala di accesso al museo dal titolo S. Chiara e S. Caterina, attribuita al pittore bresciano Pietro Marone.

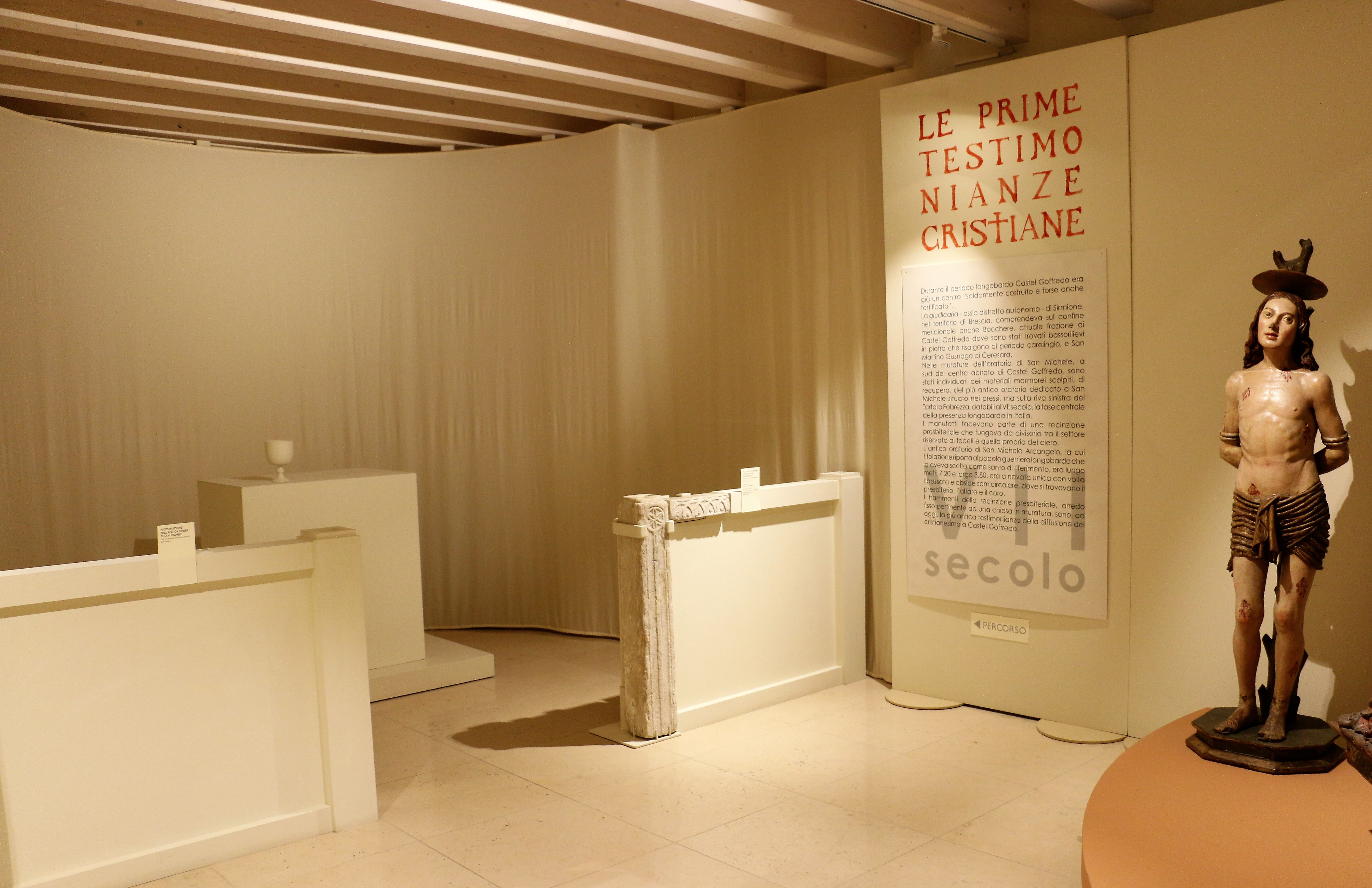
Sala 11, Le prime testimonianze cristiane.

### Sala 11 - Le prime testimonianze cristiane
- Il ritrovamento di alcune sculture longobarde del VII secolo appartenenti all'arredo fisso della distrutta chiesa di San Michele ha permesso di ricostruire, con l'aiuto di documenti d'epoca, la forma e la dimensione della prima chiesa cristiana della città.
- Un piccolo spazio è dedicato al ritrovamento di alcuni frammenti architettonici di età carolingia (IX secolo) in contrada Bocchere di Castel Goffredo e all'interesse che Carlo Magno e i suoi botanici, già da quella lontana epoca, avevano nei confronti della balsamita mayor Desf (localmente chiamata "erba amara") allora chiamata "costo".
- Opere iconiche della sezione sono due frammenti scultorei del VII secolo appartenenti alla recinzione presbiteriale della longobarda chiesa di San Michele.

### Sala 12 -Castrum Vifredi

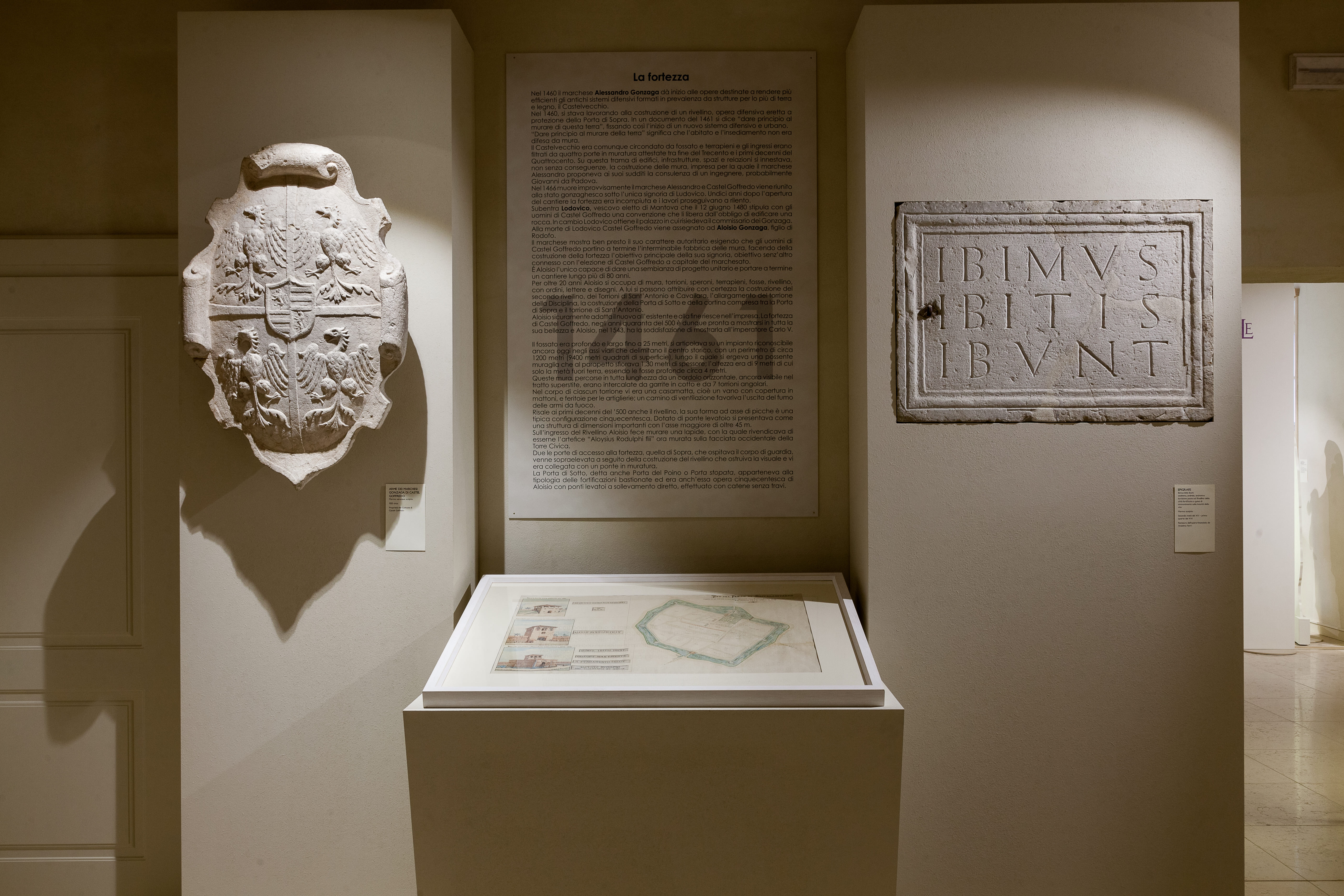
Sala 12, Castrum Vifredi.

- È la sala dove si racconta della Castel Goffredo (Castrum Vifredi) medievale e della sua organizzazione sociale ed economica. Un borgo fortificato abitato da guerrieri che lo difendevano, lavoratori che contribuivano al fiorire delle attività artigianali e devoti rappresentati dalle confraternite religiose laicali, come gli Umiliati e la Congregazione di Santa Maria del Consorzio, di cui è esposta una copia degli statuti risalenti al 1288. Nel 1441 la città entra nell'orbita politica dei Gonzaga di Mantova e viene dotata di una nuova cinta muraria di difesa che ne amplia il perimetro, l'urbanistica e ne fa una delle più importanti fortezze a sud del Lago di Garda. Nel 1468 si apre il primo banco di prestito ebraico, attività che favorirà nel corso dei tre secoli successivi, corrispondenti alla presenza di una piccola comunità ebraica insediata nella città, lo sviluppo socioeconomico di tutto il territorio.
- Opere iconiche della sezione sono la Madonna Orante (o Madonna in trono), scultura lignea policroma e dorata del 1480 circa, opera del veronese Giovanni Zebellana e una coppia di rimonim, oggetti liturgici ebraici, trasformati in seguito in campanelli liturgici cristiani.

### Sala 13 - Lo Stato rinascimentale

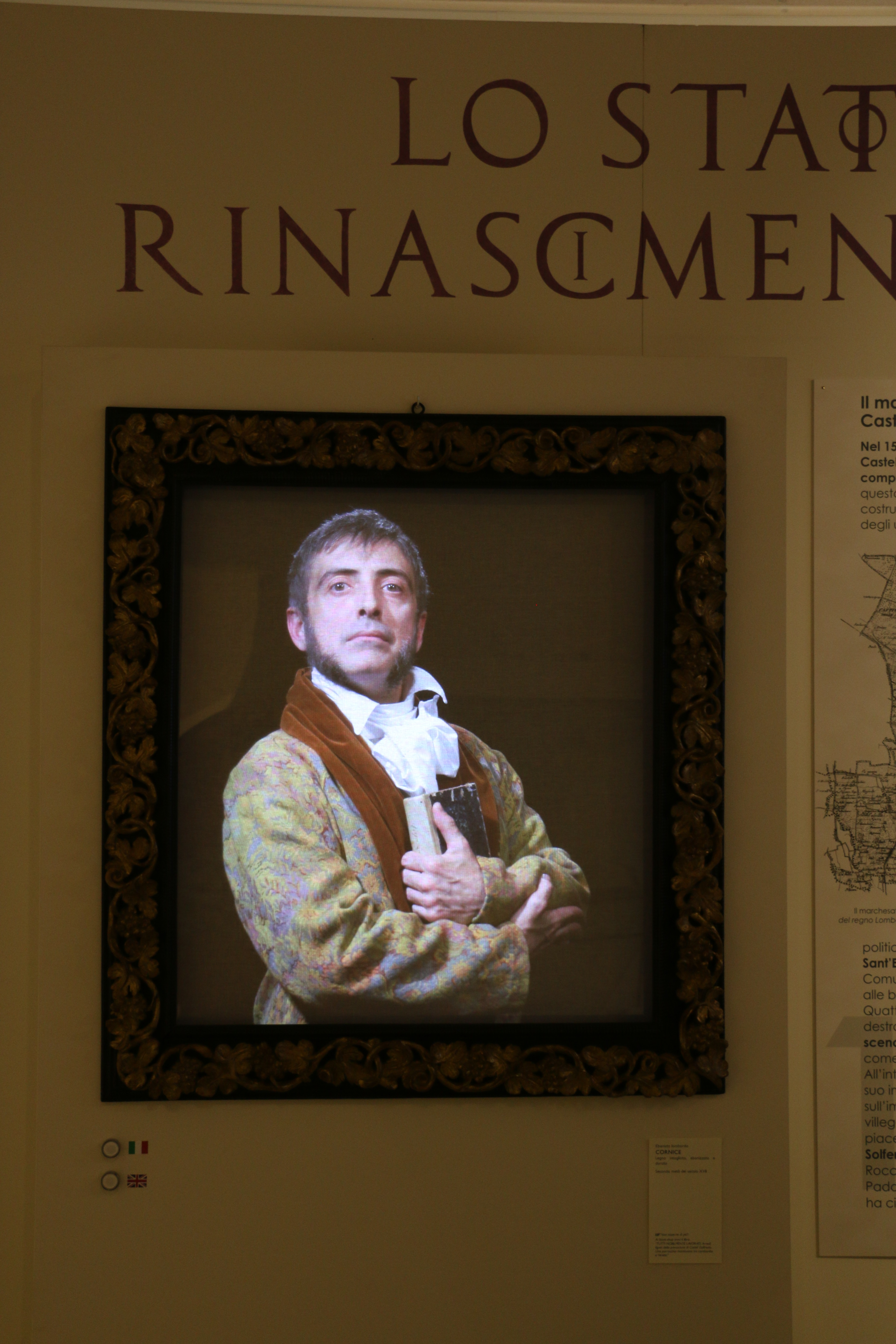
Sala 13, Lo Stato rinascimentale.

- Nel 1511 Castel Goffredo viene scelta come capitale di un nuovo piccolo Stato dal marchese Aloisio Gonzaga, che comprendeva anche Castiglione delle Stiviere e Solferino, dando così inizio al ramo cadetto dei Gonzaga di Castel Goffredo. La città, in questo modo, gode del medesimo status giuridico di Mantova e di altri stati e staterelli italiani che appartenevano al Sacro Romano Impero. Castel Goffredo rimarrà capitale per circa cento anni, ossia fino all'inizio del Seicento. La cittadina viene scelta come capitale, nonostante fosse Castiglione delle Stiviere il centro più popoloso, perché poteva contare su alcune importanti caratteristiche: era in costruzione la cinta muraria a difesa della città; erano attive importanti istituzioni sia laiche, come la "Magnifica Comunità", sia religiose come la Prevostura, e le congregazioni laicali della Misericordia e dei Disciplini, che erano animatrici anche di importanti interessi economici; dal 1457 erano stati istituiti due importanti appuntamenti commerciali, ossia il mercato del giovedì e la Fiera di San Luca, che durava cinque giorni; era presente il Banco degli Ebrei, che garantiva il fiorire di attività economiche; e soprattutto il territorio di Castel Goffredo era ricco di acqua, fondamentale per l'abbondanza dei raccolti agricoli e per le attività proto-industriali, in primo luogo tessili.
- Uno spazio è dedicato alla corte dei Gonzaga, che aveva sede in Palazzo Gonzaga, ora Acerbi, che si affaccia sulla grande piazza rinascimentale, frutto del rinnovamento urbanistico quattrocentesco. Il palazzo, sede dello Stato e residenza del signore, ospitava personaggi di rango politico come Cesare Fregoso, luogotenente in Italia di Francesco I re di Francia e intellettuali, il più famoso dei quali è Matteo Bandello, il più grande novelliere italiano del Rinascimento.[6]
- Opere iconiche della sezione sono il grande stemma marmoreo dei marchesi Gonzaga di Castel Goffredo e la prima edizione delle Novelle di Matteo Bandello del 1554.

### Sala 14 - Una città erudita

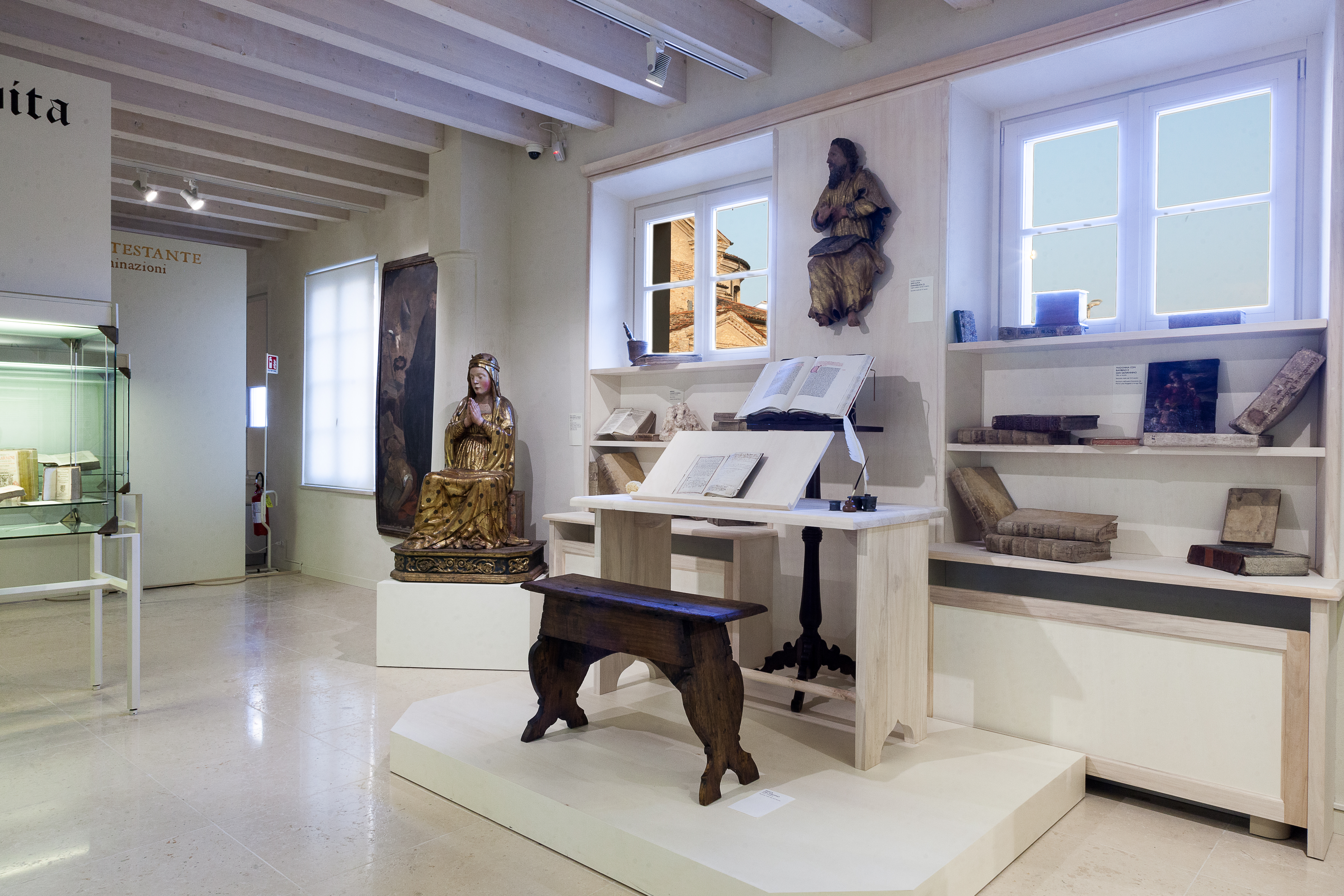
Sala 14, La città erudita.

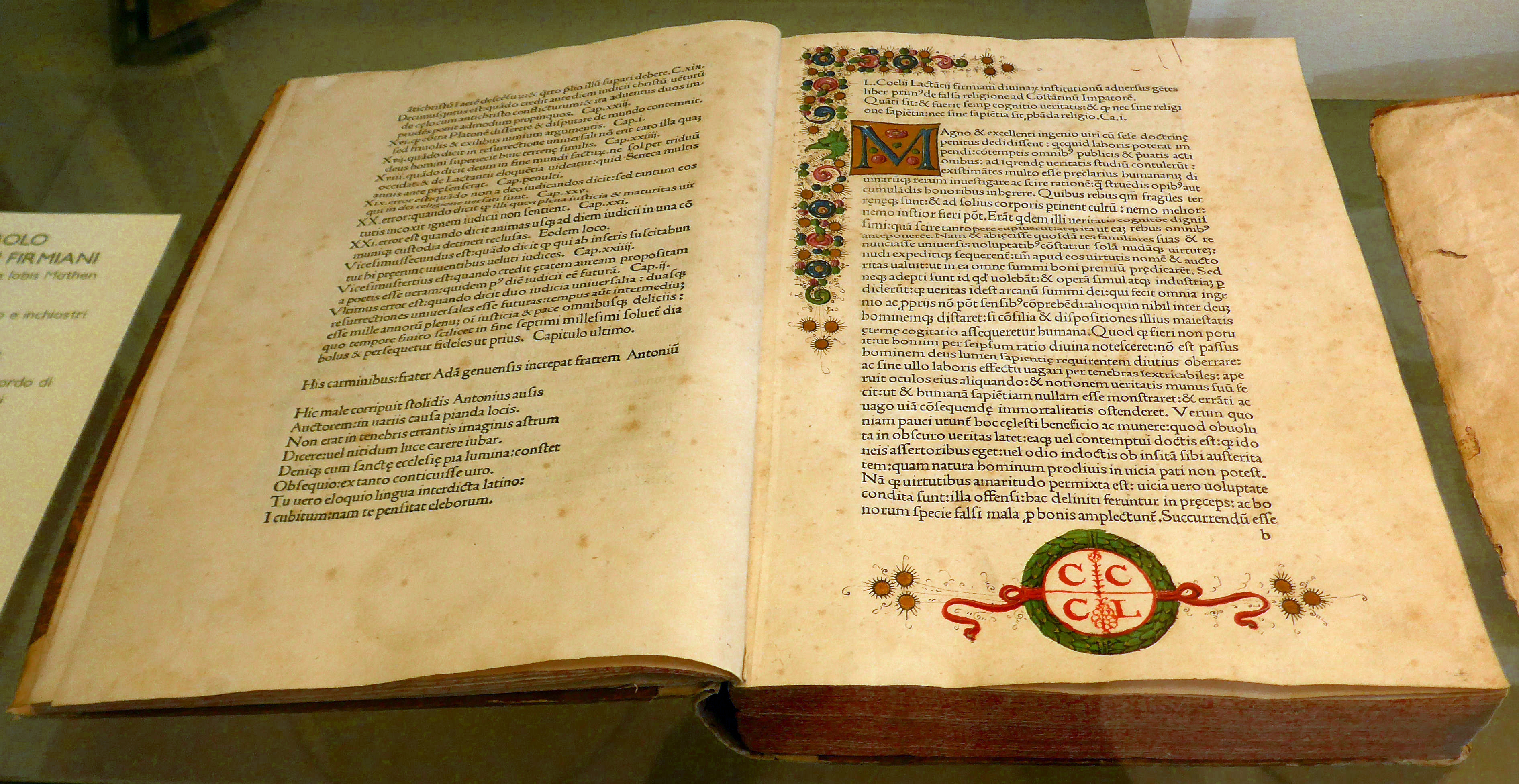
Incipit miniato delle Divinae institutiones adversus gentes di Lattanzio, 1478.

- Nel XIV e XV secolo Castel Goffredo ha dato i natali a intellettuali che hanno avuto fortuna anche al di fuori delle mura della città: amanuensi (Teodoro da Castel Goffredo), editori e tipografi (Giovanni Antonio Volpini), consiglieri di principi, teologi (Anselmo Botturnio), eretici e poeti (Gianfrancesco Boccardo, Girolamo Candelfino, Paolo Corsini, Andrea Volpini). A loro è dedicata la ricostruzione di uno Scriptorium rinascimentale, nel quale sono esposti arredi e soprattutto codici e libri a stampa provenienti dall'Antica biblioteca parrocchiale denominata Libreria del clero di Castel Goffredo, un fondo librario di oltre mille volumi che vanno dal Quattrocento all'Ottocento.
- Una vetrina è dedicata alla Magnifica Comunità di Castel Goffredo, denominazione dell'antico comune della città e delle sue istituzioni, e due codici miniati, opere di Giovanni Bartolomeo Corsini.
- L'opera iconica della sezione è l'incunabolo di Lattanzio, stampato a Venezia nel 1478 dai tipografi tedeschi Johannes de Colonia e Johannes Manthen.[7]

### Sala 15 - La Riforma protestante

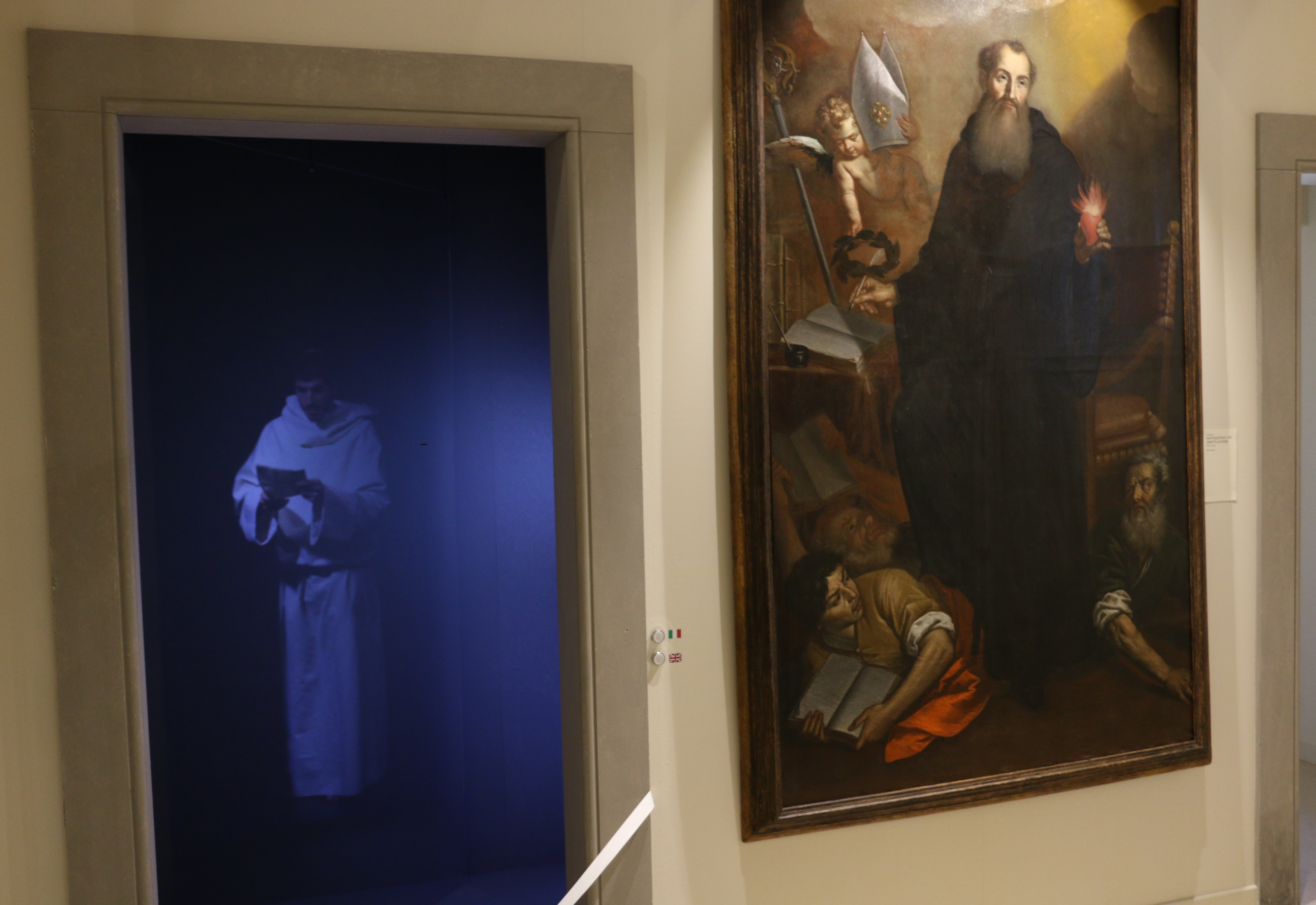
Sala 15, La Riforma protestante.

- Fermenti e contaminazioni. Nel 1550 Ercole Gonzaga, cardinale e figlio di Isabella d'Este, scrive: "Castel Giffredo s’è fatto quasi tutto luterano". Alcuni studiosi sostengono che lo stesso Martin Lutero, nel viaggio verso Roma, si sia fermato presso i confratelli agostiniani del convento dell’Annunciata, che all'epoca era in territorio castellano. Si ritiene, dunque, che proprio da questo convento siano arrivate in seguito le idee che giustificano quanto ha scritto il cardinale Ercole. Non si sa per quanto tempo la comunità di Castel Goffredo abbia aderito a questa che in seguito fu considerata una grande eresia, provocando la successiva scomparsa di documenti che testimoniano questa significativa parentesi nella storia della città. Tra le pochissime tracce rimaste sono esposti due volumi della prima metà del Cinquecento provenienti dalla "Libreria del clero" pubblicati entrambi a Basilea (all'epoca già terra protestante) che portano vistosi segni di autocensura.
- La divisione del marchesato, Alfonso Gonzaga. Alla morte del marchese Aloisio e di Caterina Anguissola, il marchesato fu suddiviso fra i tre figli. Al primogenito Alfonso spettò la capitale Castel Goffredo; al secondogenito Ferrante il feudo di Castiglione delle Stiviere, mentre Solferino divenne appannaggio del terzogenito Orazio. L'albero genealogico dei marchesi Gonzaga di Castel Goffredo completa la sezione.
- Opera iconica è il dipinto del XVII secolo raffigurante Sant'Agostino che abbatte gli eretici.

### Sala 16 - La chiesa propositurale di Sant'Erasmo "ex novo"

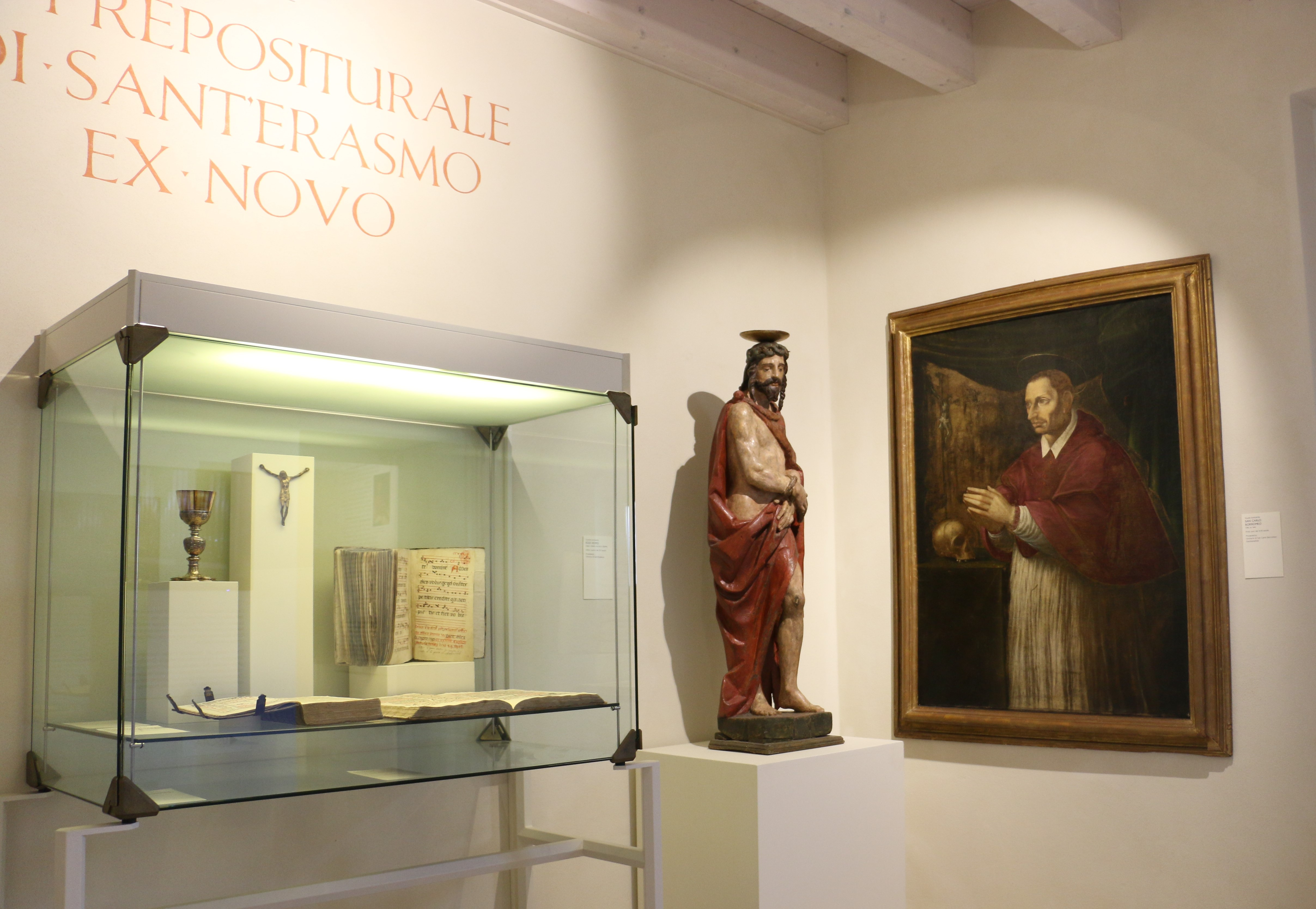
Sala 16, La chiesa prepositurale di Sant'Erasmo.

- Dopo l'abbattimento dell'antica chiesa prepositurale di Sant'Erasmo in Castel Vecchio, nel 1516 viene iniziata la costruzione delle nuova chiesa, che si affaccia sulla grande piazza rinascimentale. Il cantiere si ferma dopo poco tempo e riparte solo negli anni Ottanta del Cinquecento su sollecitazione di san Carlo Borromeo. L'edificio, probabilmente costruito troppo in fretta, subisce il crollo della cupola nel febbraio del 1588. A seguito di questo drammatico avvenimento, viene affidato l'incarico all'architetto Girolamo Facciotto di Casale Monferrato, per la progettazione di una nuova, grande chiesa a tre navate, che è ancor oggi l'edificio religioso più importante della città.
- Opere iconiche della sezione sono il calice in argento sbalzato e in parte dorato della seconda metà del Cinquecento e il pontificale a stampa riccamente illustrato del 1565.

### Sezione archeologica
Raccoglie materiale archeologico recuperato in anni di ricerche di superficie nella zona di Castel Goffredo e limitrofe. Fanno parte della collezione importanti reperti: una kylix e un askos etruschi in bucchero nero, del VII secolo a.C. e IV secolo a.C., una fibula “tipo Certosa” del V secolo a.C. in argento, una cuspide in selce. In mostra anche la stele funeraria di Casalpoglio della seconda metà I secolo a.C. dedicata a PVBLIVS MAGIVS, in deposito nei Musei Civici di Arte e Storia di Brescia.

## Installazioni
- Nella sala 11: ricostruzione al vero della longobarda chiesa di San Michele.
- Nella sala 12: grande specchio parlante. Leone ebreo racconta la storia della città medievale.
- Nella sala 13: quadro parlante. Stendhal rievoca l'opera di Matteo Bandello e della sua presenza presso la corte di Castel Goffredo di Aloisio Gonzaga. Inoltre video che illustra le caratteristiche rinascimentali dell'ampliamento urbanistico quattrocentesco e installazione pavimentale della sala con immagine fotografica zenitale del centro storico attuale, con restituzione grafica delle antiche opere di fortificazione.
- Nella sala 15: ologramma. Frate Agostino racconta il momento di contaminazione luterana della comunità.

## Mostre temporanee
- Acquisizioni 2017. Opere donate o in deposito al MAST (14 ottobre 2017 - 31 marzo 2019)
- Salviamo le opere! Rastauri&mecenati  (14 ottobre 2017 - in corso)[10]
- Attivi, creativi, protagonisti. 50 anni di GREST a Castel Goffredo (24 aprile 2019 - 4 agosto 2019)[11]
- Le tre età di Giuseppe Bazzani (1690-1769) (12 ottobre 2019 - 6 gennaio 2020)[12]
- Prete dei giovani, prete di tutti. Don Aldo Moratti a Castel Goffredo (1913-1951) (1º novembre 2022 - 4 dicembre 2022)[13]

## Servizi educativi
Il MAST di Castel Goffredo è stato concepito anche come un luogo di formazione permanente. Il museo, così, mette a disposizione percorsi didattici per le scuole, dalla scuola dell'infanzia fino a alle scuole secondarie di secondo grado. Inoltre, all'interno del museo si tengono laboratori ludico didattici per bambini e ragazzi, corsi di arte e cultura per adulti, corsi di aggiornamento per docenti, conferenze e momenti ricreativi.
Dal 2019 il MAST ha aderito a Wiki Loves Monuments. MAST è stato inserito tra I Luoghi del Cuore, iniziativa promossa dal FAI.

## Informazioni utili
- Orari di visita: dal mercoledì a domenica e festivi: dalle 10.00 alle 12.30 e dalle 15.00 alle 18.00, tranne il 1º gennaio, Pasqua, Natale ed il mese di agosto. Ogni prima domenica del mese esclusi gennaio ed agosto si tiene l'apertura straordinaria dalle 10 alle 18.
- Il museo aderisce all'AMEI, Associazione Musei Ecclesiastici Italiani.[17]